# Maredo

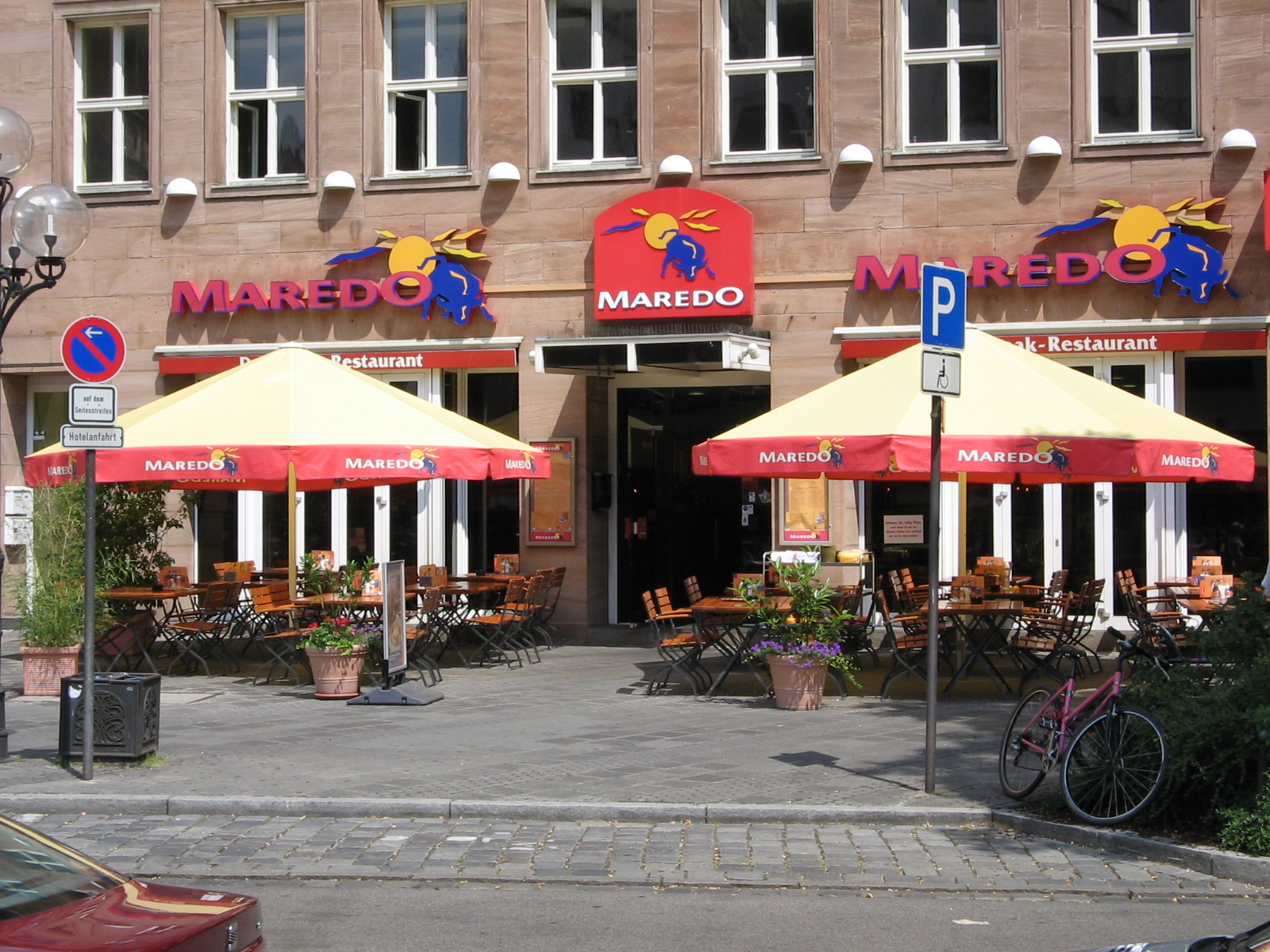
Maredo-Restaurant in Nürnberg (2005)

Maredo ist eine 1973 gegründete Restaurantkette mit Sitz in Schmallenberg, die auf Steaks spezialisiert ist. Im Jahr 2020 war das Unternehmen insolvent und wurde in der Folge an den Investor Georg Voss und Co-Investoren verkauft. Im Sommer 2021 wurden erste Restaurants wiedereröffnet.

## Geschichte
Das erste Maredo-Restaurant wurde im Jahr 1973 auf dem Kurfürstendamm in Berlin eröffnet. 1989 eröffnete Maredo sein 20. Steakhaus in Deutschland. Das erste Maredo-Steakhaus Österreichs eröffnete 1996 in Wien. Der Name setzt sich zusammen aus je zwei Buchstaben der drei Gründer Manfred Holl, Karl-Heinz Reinheimer und Udo Schlote.
Maredo war nach Zahl der betriebenen Restaurants  die zweitgrößte Kette im Steakhaus-Segment in Deutschland und hatte zudem zwei Filialen in Österreich (Wien und Salzburg). Das Unternehmen führt Fleisch aus Argentinien und Uruguay ein. Als besondere Aktion wurden zeitweise auch Fleisch aus Irland sowie Dry Aged Steaks angeboten. Außer Steaks gehören zu den Produkten auch Salat von der Salatbar und diverse Vorspeisen und Beilagen sowie Desserts. Fleisch zur Selbstzubereitung konnte in einigen Filialen von Edeka erworben werden. Als Sponsor engagierte sich Maredo langjährig in verschiedenen Sportbereichen: in der Leichtathletik und der Formel 1, im Tennis, im Radsport und im Eishockey.
Das Unternehmen wurde 2005 in einem Management-Buy-out durch die Geschäftsführung und den Private-Equity-Fonds GEP übernommen, zuvor gehörte es dem britischen Whitbread-Konzern. Am Berliner Gendarmenmarkt eröffnete Maredo 2016 sein Flagship-Restaurant mit einem offenen Grill im Restaurant. Ab 2017 war der Münchener Finanzinvestor Perusa Eigentümer der Restaurantkette, die zu dieser Zeit nach Unternehmensangaben 46 Filialen und 1.500 Mitarbeiter umfasste. In 2018 startete das Unternehmen in Zusammenarbeit mit bk Group die Umgestaltung einiger Steakhäuser mit neuem Design-Konzept.
Nach Ausbruch der Corona-Pandemie stellten wesentliche Unternehmen der Maredo-Gruppe im März 2020 einen Antrag auf Insolvenz  in Eigenverantwortung. Im April 2020 wurde auf ein Regelinsolvenzverfahren umgeschwenkt, 13 Filialen von insgesamt 35 wurden wegen Unwirtschaftlichkeit geschlossen. Im Januar 2021 wurden die restlichen 22 Lokale aufgegeben und der verbleibenden Belegschaft gekündigt. Mitte des Jahres 2021 übernahm ein Investor, die Beratungs- und Beteiligungsgesellschaft Equity 69 mit Geschäftsführer Georg Voss, die Markenrechte an Maredo und schloss neue Mietverträge ab. Die Restaurantkette wird seither unter der separaten Gesellschaft Foodlover 69 GmbH betrieben. Seit Juli 2021 wurden zunächst die Standorte in Dortmund, Mülheim (Ruhr) und Berlin wieder eröffnet, es folgten Stuttgart, Frankfurt am Main und Münster.

## Magazin
Seit August 2022 gibt der Klambt-Verlag ein Maredo-Magazin mit dem Titel Let’s Meat heraus. Startauflage 30.000 Exemplare, Umfang 84 Seiten, Erscheinungsfrequenz vierteljährlich.